# Juan Eduardo Eluchans
Juan Eduardo Eluchans (ur. 14 kwietnia 1980 w Tandil) – argentyński piłkarz występujący na pozycji pomocnika. Obecnie jest zawodnikiem francuskiego SM Caen.

## Kariera
Eluchans zawodową karierę rozpoczynał w pierwszoligowym klubie CA Independiente. W jego barwach debiutował w sezonie 2000/2001. 16 grudnia 2001 w przegranym 3:5 meczu z Boca Juniors strzelił pierwszego gola w trakcie gry w Primera División Argentina. W 2002 roku zdobył z klubem mistrzostwo Torneo Apertura (sezon zamknięcia). W styczniu 2006 został wypożyczony do Rosario Central. Grał tam do końca sezonu 2005/2006, a potem powrócił do Independiente. Łącznie spędził tam siedem lat. W tym czasie rozegrał w tym klubie 105 spotkań i zdobył sześć bramek.
W lipcu 2007 za 700 tysięcy euro został sprzedany do francuskiego SM Caen. W Ligue 1 zadebiutował 4 sierpnia 2007 w wygranym 1:0 spotkaniu z OGC Nice. 1 września 2007 w zremisowanym 2:2 spotkaniu z FC Sochaux-Montbéliard zdobył pierwszą bramkę w trakcie gry w Ligue 1. W 2009 roku spadł z klubem do Ligue 2.